# توحید (سوره)
سوره توحید یا سوره اخلاص یک سوره مکی است که دارای ۴ آیه است. توحید در مصحف عثمانی سوره ۱۱۲ است و در جزء سی‌ام قرار دارد و از حیث ترتیب نزول بر اساس نظر محمد هادی معرفت مبتنی بر روایت ابن‌عباس سوره ۲۲ است.
به باور مؤمنین مسلمان، این سوره در پاسخ به پرسش یهودیان دربارهٔ خدا نازل شده است. سوره با واژه «قُل» آغاز می‌شود که در نسخهٔ رسمی قرآن موجود است، اما در مصحف ابن مسعود، مصحف ابی بی کعب، سکه‌های ضرب شده در دوران عبد الملک بن مروان (۶۹۶–۶۹۹) و همچنین کتیبه‌های مسجد عمری (۷۱۷–۷۲۰) غایب است. گیوم دی بر این نظر است که واژه «قل» که معنای «بر من نازل شده» را می‌دهد، توسط کاتبان و تحریرگران قرآن به هدف نشان دادن قرآن به عنوان کلامی که از خداوند نازل شده، اضافه شده است.

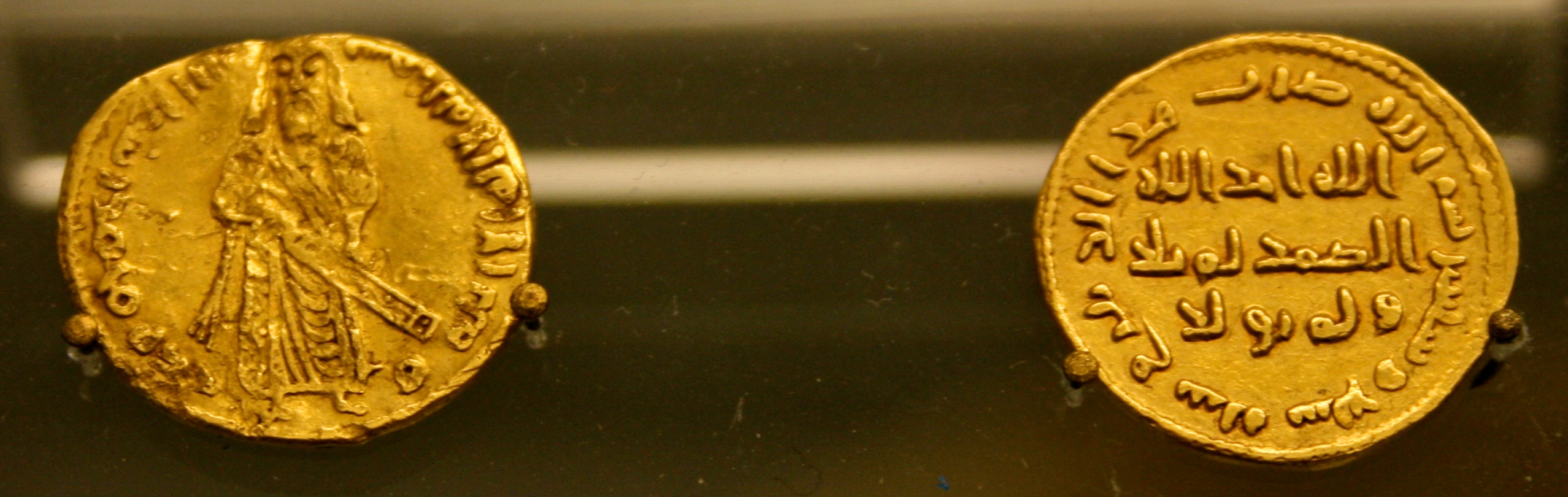
دینار طلا از دوره اسلامی متعلق به عصر عبدالملک بن مروان که بر روی آن برخی آیات سوره توحید ضرب شده است. این سکه در موزه بریتانیا نگهداری می‌شود.

## نام‌ها

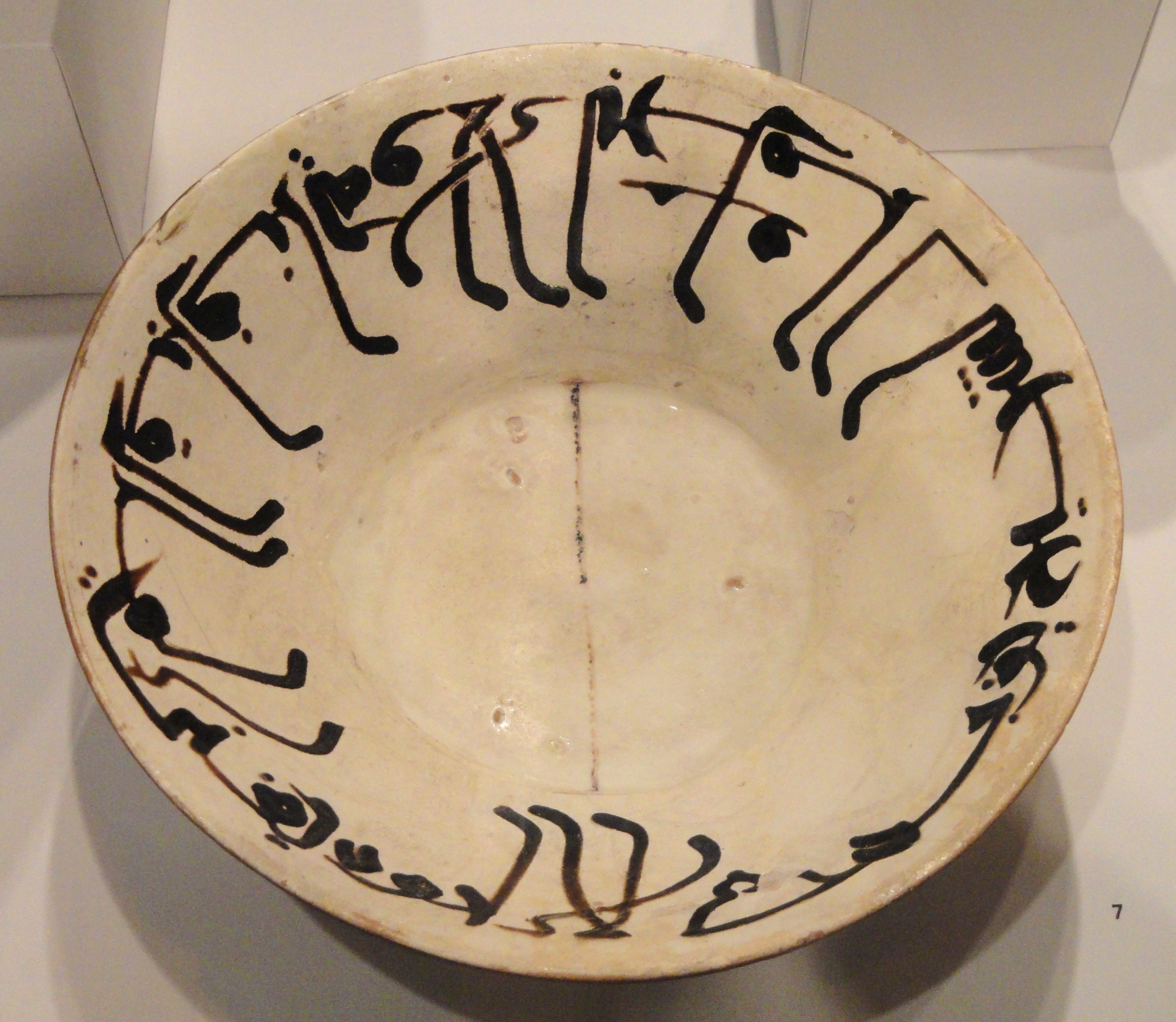
سوره توحید روی سفال نیشابور، دوره سامانی

این سوره در میان فقها و متکلمان به «توحید» و در میان قاریان و مفسران به «اخلاص» معروف است. علاوه بر آن ۱۹ نام دیگر برایش برشمرده اند که جز نام «صمد» عمدتاً در منابع اشتهار چندانی ندارد. این سوره در نزد محمد، پیامبر اسلام، اهل بیت، صحابه و محدثان به سوره «قل هو الله احد» معروف بوده است. از آن رو که اغلب در نماز بعد از سوره فاتحه قرائت می‌شود، وقتی که به‌طور مطلق بدون ذکر نام خاص سوره، کلمه سوره استعمال می‌شود برای اشاره به این سوره است.
کلمه اخلاص به معنی «خالص کردن» است.

## زمان بیان و موضوع سوره

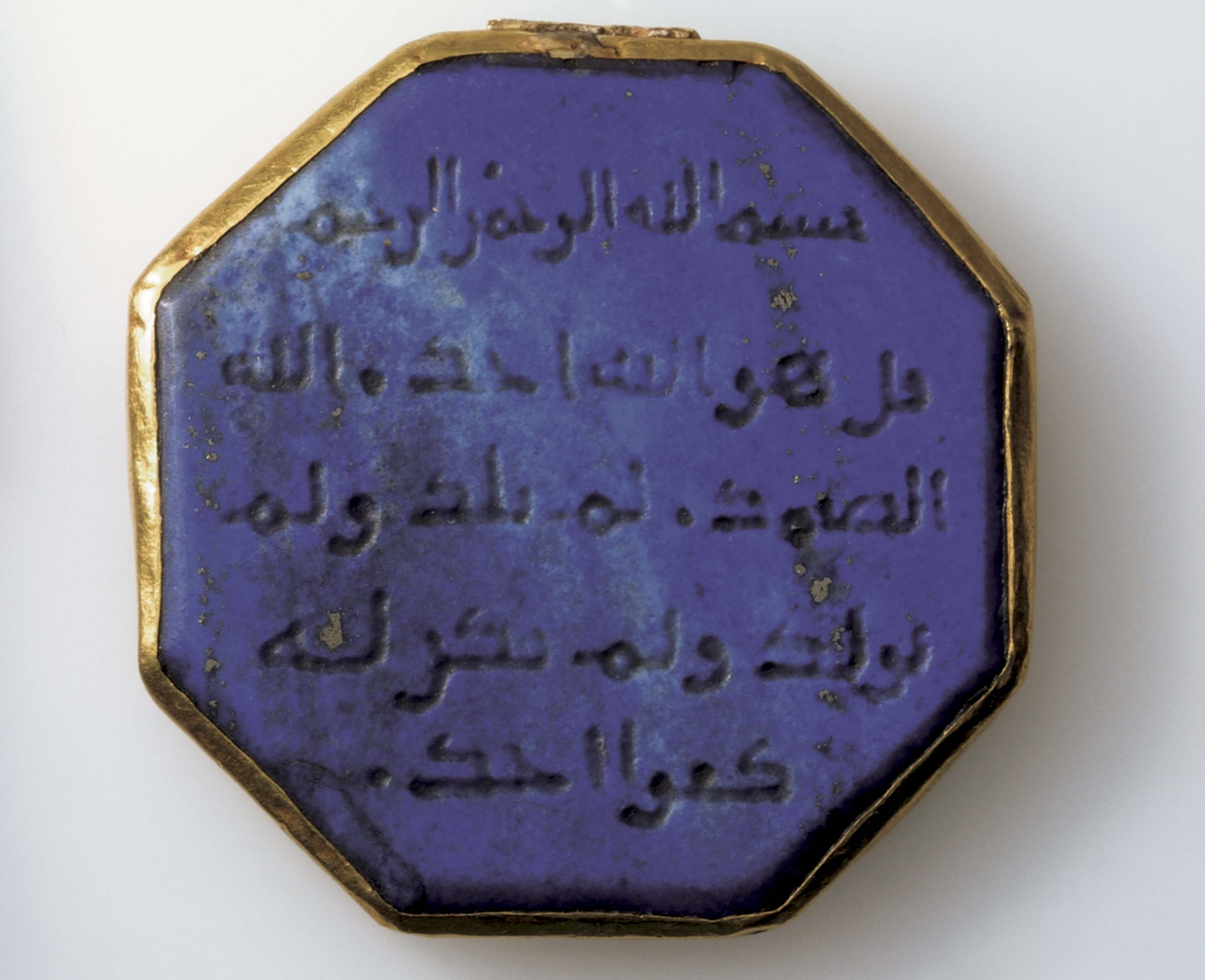
مجموعه هنر اسلامی خلیلی

به شکل عام، در بررسی و تحلیل سیرِ زمانی پیدایش و شکل‌گیری قرآن، و به شکل خاص در مورد سورهٔ توحید، دو دیدگاه کلی وجود دارد: نخست بر اساس سنتی که چند قرن پس از درگذشت محمد شکل‌گرفته، یعنی سنتِ متاخرِ «اسبابِ نزول» که به دنبال ارتباط بین متن مورد نظر با زندگی محمد است، نزدِ مومنینِ مسلمان، این سوره متعلق باید متعلق به یکی از بخش‌های زندگی محمد، یعنی در مکه یا مدینه باشد. گروه دیگر که تاریخ‌نگاران هستند، نگاهی ناظر بر متن دارند و به دنبال فهمِ خودِ متنِ قرآن و سوره‌های آن، از جمله «توحید» هستند.

### دیدگاه تاریخ‌نگاران
فرضیات زیادی در مورد علت و زمان این سوره توسط تاریخ‌نگاران و پژوهشگران موجود است. سوره با واژه «قُل» آغاز می‌شود که در نسخه رسمی قرآن موجود است. اما در مصحف ابن مسعود، مصحف ابی بی کعب، سکه‌های ضرب شده در دوران عبد الملک بن مروان (۶۹۶–۶۹۹) و همچنین کتیبه‌های مسجد عمری (۷۱۷–۷۲۰) غایب است. گیوم دی بر این نظر است که واژه «قل» که معنای «بر من نازل شده» را می‌دهد، توسط کاتبان و تحریرگران قرآن به هدف نشان دادن قرآن به عنوان کلامی که از خداوند نازل شده، اضافه شده است. در مورد واژه «قُل» در آغاز این سوره، بسیاری از پژوهشگران بر این نظر هستند که در سوره‌های توحید، فلق و ناس، این واژه حالتی از نیایش و دعا را منعکس می‌کند. وانسبروگ می‌گوید که این سوره می‌تواند به کارِ یک نیایش عمومی نیز بیآید. مفسران سنتی واژه التزامی «قُل» را خطاب به محمد در نظر گرفته‌اند. در مقابل، بنا به نظر نُینکیخشِن، در پنج سوره‌ای خاص که به این صورت آغاز می‌شوند، یعنی سوره‌های جن، کافرون، توحید، فلق و ناس، به هیچ عنوان محمد به شکل واضح مورد خطاب نیست.
آنگونه که نُینکیخشِن و با ارجاع پرِمَر می‌گوید، «متنی که امروزه تحت عنوان سوره اخلاص می‌شناسیم، یکی از قدیمی‌ترین متون «پیشاقرآنی» است که تصدیق داده شده به شیوه‌های مختلف بر روی پوست یا کتیبه (به صورت رسمی یا غیررسمی) با قدمتی قبل از قدیمی‌ترین نسخه‌های قرآنی هستند که به ما رسیده‌اند و شامل متون متفاوت با اهمیت کم و زیاد می‌شوند.»

### دیدگاه مؤمنین مسلمان
بر اساس باورِ سنتی مسلمانان، متن این سوره، همچون دیگر سوره‌ها، بر روایت‌های متاخر در ارتباط با سنت «اسبابِ نزول» فهمیده می‌شود. این سوره هم می‌توانسته مکی و هم مدنی باشد، اما از روایات مربوط به نزول آن نتیجه می‌شود که مکی بوده است. بنا بر روایت کلینی، محدث شیعه، از جعفر صادق و نیز برخی از روایات اهل سنت، این سوره در پاسخ به سؤال جمعی از یهودیان بیان شد. بنا بر روایت طبرسی، مفسر شیعه، از حسن عسکری این سوره در پاسخ به پرسشی از عبدالله بن صوریای یهودی نازل شده و در روایت دیگری از اهل سنت در پاسخ به عبدالله بن سلام بوده است. برخی روایات اهل سنت نیز این سوره را در پاسخ به مشرکان مکه دانسته‌اند.
این سوره بعد از ناس در اوائل بعثت در مکه نازل شده است.

## مضمون و محتوای سوره
در این سوره ویژگی‌های اصلی خداوند در اسلام بیان شده است که شامل یکتایی ذات الهی و بازگشت همه موجودات در تمام نیازهای وجودی شان به سوی او می‌باشد و این سوره بیان می‌کند که هیچ‌کس نه در ذات و نه در صفات و نه در افعال شریک خداوند نیست و زادن، زاییده شدن و داشتن همتا برای وی نفی شده است.
در این سوره کلمهٔ «کُفُوًا» به چهار شکل مختلف قرائت شده است. مشهورترین قرائت از حفص از عاصم کوفی به صورت «کُفُوَاً» است، قرائت‌های دیگر عبارتند از «کُفُؤاً» (همزه با تنوین)، «کُفْؤاً» و «کُفْوَاً» است.

## تفسیر
این سوره از توحید خداوند از حیث ذات و صفات سخن می‌گوید. احدیت وصف ذات خداوند و صمدیت صفت فعل اوست.

### الله
الله در زبان عربی به معنی خداوند در زبان فارسی است. مسلمانان الله را تنها خدای عالم می‌دانند. این کلمه توسط عرب‌زبانان مسیحی و یهودی نیز در اشاره به خدا به کار می‌رود. در اسلام، الله نام برتر خداوند بوده است؛ باور مسلمانان این است که تمامی نام‌های دیگر الهی به این نام اشاره می‌کنند. الله یکتاست، تنها خدا بوده، و خالق توانای جهان است.
مشتق بودن واژه، دیدگاه اکثریت است و نظریه معروف آن است که الله متشکل از دو بخش ال (الف و لام تعریف) + اله (ایزد یا معبود) است. محمد حسین طباطبایی می‌گوید کلمه «الله» اسم خاص (عَلَم) بر اساس غلبه است؛ یعنی قبلاً در زبان عربی اسم خاص برای خداوند نبوده است، اما چون بیشتر برای اشاره به خدا به کار رفته است، در نتیجه تدریجاً به اسم خاص تبدیل شده است. دربارهٔ چگونگی تبدیل «ال+اله» به الله گفته شده که «خدای متعال» را «اله» خوانده و «ال» تعظیم را به آن اضافه کرده‌اند که الاله شده است. استعمال زیاد این کلمه سبب تخفیف همزه و تبدیل کلمه به الله شده است. دربارهٔ چگونگی این تبدیل بحث‌های مفصلی شده و آن را با تبدیل «لکن + أن ← لکنّ» مقایسه کرده‌اند.

### احدیت
طبق این سوره الله به جهت ذاتی یا وجودی یکتا (احد) است؛ یعنی برخلاف صفت یکی (واحد) دومی ندارد و نه در ذهن و نه در جهان خارج به شمارش در نمی‌آید.
قبل از اسلام الله خدای یکتا نبود، بلکه یاران و همراهان و پسران و دخترانی داشت، هرچند هیچگاه بتی که مجسم‌کنندهٔ الله باشد یافت نشده است.

### صمدیت
«صمد» به معنای کسی است که از هر سو قصد وی را می‌کنند تا نیازهایشان را برآورده سازند. به گفته محمد حسین طباطبایی، مفسر شیعه، صمدیت خدا به معنای آن است که هر چیزی در وجود و آثارش محتاج خداست و برای رفع احتیاجشان به سوی او رو می‌آورند. «ال» بر سر صفت «صمد» به معنای حصر و اطلاق است، یعنی هیچ موجودی قصد موجود دیگری را نمی‌کند مگر آنکه منتهای مقصدش خداست و تنها خداوند صمد است.

### نزائیدن، زاده نشدن و کفو نداشتن خدا
این سه ویژگی که در دو آیه آخر سوره برشمرده شده است، را می‌توان توضیح صمدیت دانست.
«لم یلد» می‌گوید که خداوند چیزی نزاییده است؛ یعنی نه مانند دیدگاه مسیحیت و ثنویت فرزند دارد و نه آنکه ذاتش تجزیه می‌شود تا موجودی از سنخ خودش جدا شود. «لم یولد» نیز هر گونه متولد یا مشتق شدن خداوند از وجود دیگر را نفی کرده است. «و لم یکن له کفوا احد» هر گونه وجودی را که در ذات یا فعل برابر خداوند باشد را نفی می‌کند؛ یعنی الله هیچ بدیل یا برابری در وجود ندارد. این رد نظر مشرکانی است که برای خدایان متعدد در عالم اراده و تدبیر مستقل قائل هستند.

## منزلت
ارزش این سوره در احادیث متعدد از شیعه و سنی معادل یک سوم قرآن بیان شده است.
این سوره یکی از سوره‌های موسوم به چهار قل است.
- در حدیثی از پیامبر اسلام آمده است که گفت:

«آیا کسی از شما عاجز است از این که یک سوم قرآن را در یک شب بخواند» ؟! یکی از حاضران عرض کرد: ای رسول خدا! چه کسی توانائی بر این کار دارد؟ پیغمبر (ص) فرمود: «سوره قل هواللّه را بخوانید».
- و در حدیثی از جعفر صادق:

هنگامی که رسول خدا بر جنازه «سعد بن معاذ» نماز گزارد فرمود: هفتاد هزار ملک که درمیان آنها «جبرئیل» نیز بود بر جنازه او نماز گزاردند! من از جبرئیل پرسیدم او به خاطر کدام عمل مستحق نماز گزاردن شما شد؟ گفت: به خاطر تلاوت «قل هواللّه احد» در حال نشستن، و ایستادن، و سوارشدن، و پیاده‌روی و رفت و آمد.
- و در حدیثی از علی است که:

«قل هو الله»، نسب نامه خداست.

## شباهت با تورات
تورات سفر تثنیه ۶: ۴:
| به عبری: شِمَع ییسرائل، یهوه الوهینو، یهوه احد.            |
| به عربی: إسمع إسرائیل، یهوه، إلهنا، یهوه احد.            |
| به فارسی: ای اسرائیل بشنو! یهوه، خدای ما، یهوه واحد است. |

## توحید در ادبیات فارسی و عربی
مولوی:
| غرقهٔ نوری که او لم یولدست     |  | لم یلد لم یولد آن ایزدست    |
| لم یلد لم یولد او را لایق است |  | والد و مولود را او خالق است |

عشق نامه عراقی:
| حمد بی‌حد کردگار احد |  | صمد لم یلد و لم یولد |

سنایی:
| وترو قدوس و واحد است و صمد |  | وصف او لم یلد ولم یولد |

اوحدی:
| قل هوالله لامره قد قال |  | من له‌الحمد دائماً متوال |
| احد غیر واجب باحد      |  | صمد لم یلد و لم یولد   |

امیه بن ابی الصلت:
| و سبحان ربی خالق النور لم یلد |  | و لم یک مولودًا بذلک اشهد     |
| وسبحانه من کل إفک وباطل       |  | ولا والد ذوالعرش أم کیف یولد |
| هو الصمد الحی الذی لم یکن له  |  | من الخلق کفؤ قد یضاهیه مضدد  |

قس بن ساعده ایادی:
| کلا بل هو إله واحد |  | لیس بمولود ولا والد |

## یادداشت
1. ↑  متن سوره با ترجمه فولادوند:
| بِسْمِ اللَّهِ الرَّحْمَنِ الرَّحِیمِ   |  | به نام خداوند رحمتگر مهربان |
| قُلْ هُوَ اللَّهُ أَحَدٌ (۱)       |  | بگو اوست خدای یگانه (۱)     |
| اللَّهُ الصَّمَدُ (۲)           |  | خدای بی‌نیاز (۲)             |
| لَمْ یَلِدْ وَ لَمْ یُولَدْ (۳)     |  | نزاده و زاده نشده است (۳)   |
| وَ لَمْ یَکُنْ لَهُ کُفُوًا أَحَدٌ (۴) |  | و هیچ‌کس او را همتا نیست (۴) |